# صموئيل غيرارد
صموئيل غيرارد هو شخصية أعمال كندي، ولد في 1767 في Baile Ghib ‏ في جمهورية أيرلندا، وتوفي في 24 مارس 1857 في مونتريال في كندا.